# Tôn giáo Hy Lạp cổ đại

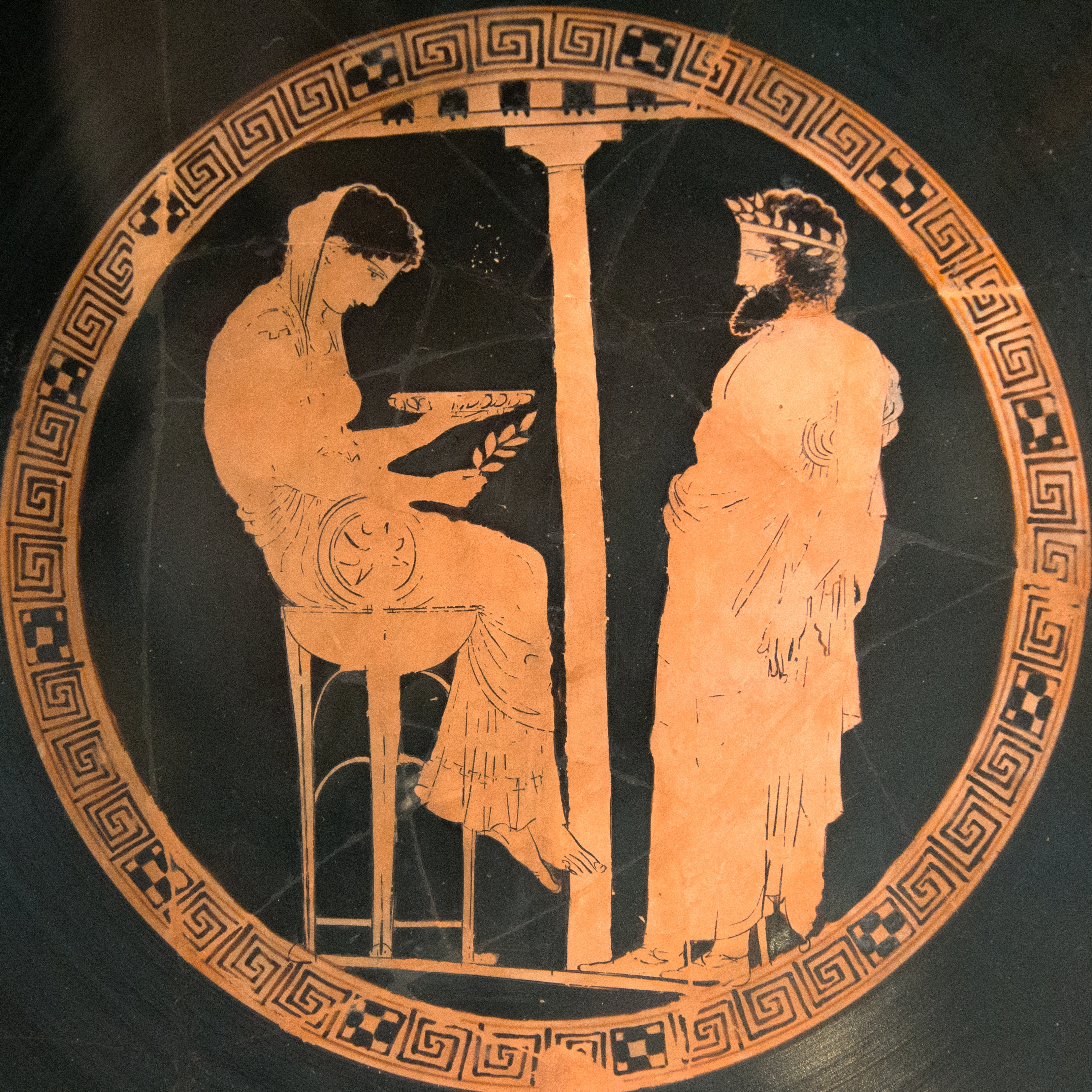
Aegeus bên phải tư vấn cho Pythia hoặc nhà tiên tri của Delphi (Hình trên bình 440-430 TCN.) Ông được thông báo "Đừng nới lỏng miệng phồng của rượu vang cho đến khi bạn đạt đến đỉnh cao của Athens, sẽ làm bạn chết vì đau buồn", điều này lúc đầu anh ta không hiểu.

Tôn giáo Hy Lạp cổ đại bao gồm bộ sưu tập tín ngưỡng, nghi lễ và thần thoại bắt nguồn từ Hy Lạp cổ đại dưới hình thức cả tôn giáo công cộng và tập tục tôn giáo phổ biến. Các nhóm này đủ khác nhau để có thể nói về các tôn giáo Hy Lạp hoặc "giáo phái" ở số nhiều, mặc dù hầu hết trong số họ có chung điểm tương đồng.
Hầu hết Hy Lạp cổ đại ghi nhận mười hai vị thần lớn Olympia và các nữ thần - Zeus, Hera, Poseidon, Demeter, Athena, Ares, Aphrodite, Apollo, Artemis, Hephaestus, Hermes, và một trong hai Hestia hoặc Dionysus - mặc dù các triết học như chủ nghĩa khắc kỷ và một số hình thức của chủ nghĩa Platon sử dụng ngôn ngữ dường như giả định một vị thần siêu việt duy nhất. Việc thờ phụng các vị thần này và một số vị thần khác đã được tìm thấy trên khắp thế giới Hy Lạp, mặc dù họ thường có các văn bia khác nhau để phân biệt các khía cạnh của vị thần và thường phản ánh sự hấp thụ của các vị thần địa phương khác vào danh sách các vị thần thời Hellenic.
Các tập tục tôn giáo của người Hy Lạp đã vượt ra khỏi Hy Lạp đại lục, đến các đảo và bờ biển Ionia ở Tiểu Á, đến Magna Graecia (Sicily và miền nam nước Ý), và đến các thuộc địa Hy Lạp rải rác ở Tây Địa Trung Hải, như Massalia (Marseille). Các tôn giáo đầu tiên của Ý như Etruscan chịu ảnh hưởng của tôn giáo Hy Lạp trong việc hình thành phần lớn tôn giáo La Mã cổ đại.